# Rollerski-Weltcup
Der Rollerski-Weltcup (offiziell FIS Rollerski World Cup) ist eine jährlich stattfindende Wettkampfserie im Rollski-Sport.

## Geschichte
Erstmals ausgetragen wurde der Weltcup durch den Internationalen Skiverband (FIS) im Sommer 2000. Bereits zuvor worden seit 1993 einzelne Weltcups ausgerichtet, nachdem die FIS Rollerski erstmals beobachtend mit aufgenommen hatte. Eingerichtet wurde die Serie als Ergänzung des Skilanglauf-Weltcups im Winter. Am Rollerski-Weltcup nehmen vorrangig Sportler teil, die auch im Winter auf Skiern an den Start gehen. Nur selten sind Sportler am Start, die im Winter keine Startberechtigung haben.

## Aufbau
Der Rollerski-Weltcup besteht aus jährlich acht bis 14 Rennen. Davon sind bis zu drei Rennen Einzelstart-Rennen ab 5 km Länge. Dazu kommen bis zu zwei Verfolgungsrennen. Mindestens zwei Massenstart-Rennen und bis zu sechs Sprintweltcups runden die Einzelwettbewerbe ab. Aus den Ergebnissen dieser Läufe wird der Gesamtweltcup-Sieger ermittelt. Im Rahmen von Teamsprint-Rennen, die auch als Mixed mit Damen und Herren ausgetragen werden sowie von einzelnen, jedoch seltener ausgetragenen, Staffelrennen werden die Nationenwertungen zum Saisonende ermittelt. In diese gehen auch die Ergebnisse der drei jeweils besten Starter der Männer, der Frauen sowie der jeweiligen Junioren und Juniorinnen einer Nation ein. Als Berechnungsstandard dient das FIS-Punktesystem. Die zweijährlich laut Reglement im September auszutragenden Rollerski-Weltmeisterschaften gehören offiziell zum Weltcup-Kalender und die Ergebnisse fließen in die Wertung des Weltcups ein.

## Sportler
Gemäß Regelwerk gibt es im Rollerski-Weltcup die Möglichkeit für Junioren und Senioren zu starten. Die entsprechende Altersregelung erfolgt wie auch im Skilanglauf-Weltcup. Jede teilnehmende Nation kann bis zu acht Sportler für jeden einzelnen Rollerski-Weltcup nominieren. Diese müssen nicht über die ganze Saison die gleichen sein. Es gibt aber Ausnahmeregelungen, die mehr Sportler ermöglichen, sobald eine Nation besonders erfolgreich ist. Zudem hat der jeweilige Vorjahres-Weltcupsieger immer das Recht erneut zu starten. Im Laufe einer Saison hat jede teilnehmende Nation die Möglichkeit insgesamt 15 verschiedene Sportler einzusetzen. In den Teamsprints oder Staffelrennen können pro Nation zwei Teams starten, jedoch geht nur das beste Team in die Nationenwertung ein.
Erfolgreichster Sportler ist Alfio di Gregorio, der den Gesamtweltcup viermal gewinnen konnte. Bei den Damen ist Mateja Bogatec die bislang erfolgreichste Starterin.

## Preise, Medaillen und Trophäen
Der jeweilige Sieger sowie der Zweit- und Drittplatzierte eines Weltcup-Rennens erhält eine Medaille sowie ein Preisgeld, welches gemäß Regelwerk mindestens 500 Euro betragen muss. Am Ende der Saison erhalten die ersten drei des Gesamtweltcups eine Trophäe. Bei jedem Rennen trägt der Weltcup-Führende ein Gelbes Leibchen. In der Junioren-Wertung ist dieses rot.